# Tortriculladia mixena
Tortriculladia mixena là một loài bướm đêm trong họ Crambidae.